# Can Vidalet
Can Vidalet  és un parc d'Esplugues de Llobregat, que inclou el palauet del mateix nom 
(també conegut com a Escola Municipal Vicenta Vives, Torre de Vidal Ribas o el Palauet), ambdós catalogats com a bé cultural d'interès local.

## Història
La finca va ser adquirida el 1863 pel comerciant Josep Vidal i Ribas, que entre 1864 i 1865 hi va fer construir una torre d'estiueig, anomenada popularment «Can Vidalet», obra dels mestres d'obres Jeroni Granell i Mundet i Antoni Robert i Morera. Va ser molt reformada cap a l'any 1930, i durant la Guerra Civil hi van residir durant uns mesos Juan Negrín, president de la República, i Indalecio Prieto, ministre de Defensa, aprofitant la seva situació aïllada en un parc proper a Barcelona.
El 1940, la finca fou arrasada i el 1973 va ser adquirida per l'Ajuntament d'Esplugues, que el 1974 va reconstruir el templet i va rehabilitar la casa com a escola municipal, inaugurada el 1975. Va adoptar el nom de Vicenta Vives (Barcelona, 1881-1975) que havia estat mestra del barri de Can Vidalet. Constava de deu aules d'educació infantil i primària, menjador i laboratori. Des del 1999 hi ha l'Escola Oficial d'Idiomes d'Esplugues.

## Descripció
Fins a la dècada del 1950, aquest indret havia estat una zona de terres fèrtils dedicades principalment a conreus de secà. La industrialització de l'Àrea Metropolitana de Barcelona, amb la consegüent arribada de població immigrada, va comportar una radical transformació del paisatge. Avui, la massa verda del parc es troba immersa en la densa trama urbana i els importants eixos viaris que l'envolten (la carretera N-340, la Ronda de Dalt i l'autopista A-2).

### Parc
Es tracta d'un jardí d'inspiració romàntica, amb turons artificials i llacs. Conserva un templet de planta circular formada per vuit columnes estriades, amb capitells d'ordre corinti, i entaulament circular. Aquesta tipologia de jardí combinava dissenys geomètrics, prop de les cases, amb altra vegetació quasi espontània sobre un relleu creat artificialment que pretenia imitar el paisatge natural. L'aigua era un element fonamental, distribuïda fins als últims racons per una xarxa de petits canals. Cascades i brolladors aportaven el so al conjunt visual.

### Palauet

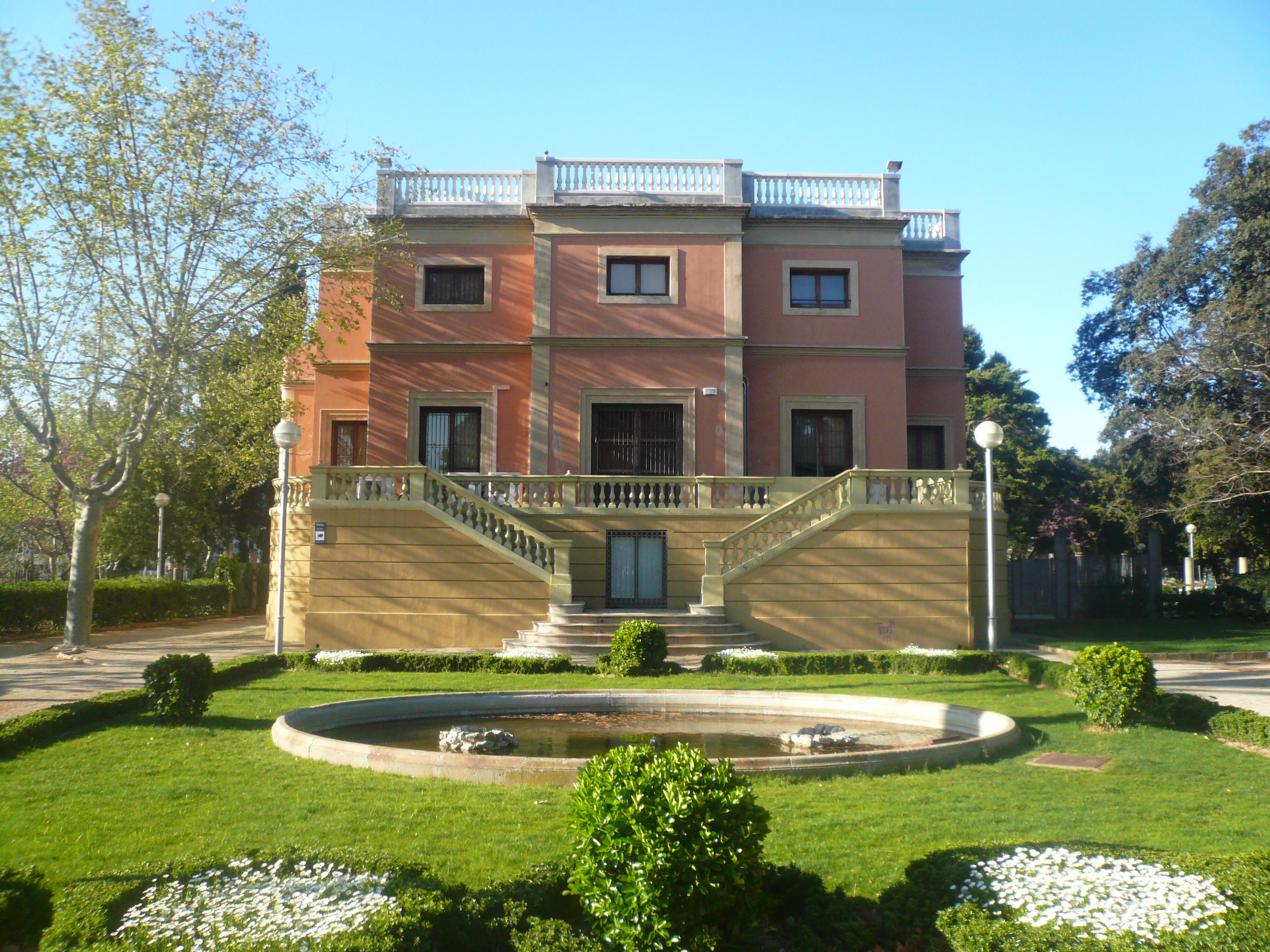
El palauet de Can Vidalet, situat dins del parc

És un edifici de planta baixa i dos pisos, amb coberta plana rematada per una balustrada. Són abundants els elements clàssics, sobretot a la planta baixa i, més concretament, a les portes d'accés. La porta principal (nord) és d'arc de mig punt i està flanquejada per pilars amb capitells dòrics, damunt dels quals es recolza l'entaulament de la primera planta. A l'accés posterior (sud), situat sobre el nivell del sòl, s'hi accedeix per una escala de dos braços amb balustrada. Les façanes estan estucades en beix.

## Transport
- Estació de Ca n'Oliveres del Trambaix.
- Estació de Can Vidalet de la Línia 5.
- Esplubús Esplugues de Llobregat - Sant Just Desvern Circumval·lació.
- Esplujust Sant Just Desvern - Esplugues de Llobregat - Circumval·lació.
- Bus 57 Barcelona (Pg. Marítim) - Cornellà de Llobregat (Estació d'autobusos).
- Bus 157 Barcelona (Pg. Marítim) - Sant Just Desvern (Edifici Walden).